# Europese moerasschildpad
De Europese moerasschildpad (Emys orbicularis) is een schildpad uit de familie van de moerasschildpadden (Emydidae).
Het is een middelgrote soort die onopvallende donkere kleuren heeft met gelige vlekjes op het schild en de huid. De schildpad komt in grote delen van Centraal-Europa tot in Azië voor. Het is een typische moerasbewoner die in stilstaande, begroeide wateren leeft. In België en Nederland is de schildpad niet inheems, maar wordt soms in Limburg aangetroffen als dwaalgast.
De Europese moerasschildpad is een omnivoor die zowel dierlijk als plantaardig materiaal eet. De paartijd is in de lente, de eitjes worden afgezet in zelfgegraven holen langs de oever. De schildpad heeft verschillende vijanden en parasieten, maar gaat vooral in aantal en verspreidingsgebied achteruit door toedoen van de mens, zoals door het droogleggen van moerassen. De schildpad telt negen ondersoorten en is in het verleden onder verschillende wetenschappelijk namen beschreven. De ondersoorten verschillen vaak in leefgebied maar zijn moeilijk van elkaar te onderscheiden.

## Verspreiding
De Europese moerasschildpad is een palearctische soort die voorkomt in zuidelijk en oostelijk Europa tot in noordelijk Afrika en oostelijk tot delen van Azië.
De schildpad komt voor in de landen Albanië, Algerije, Armenië, Azerbeidzjan, Belarus, Bosnië en Herzegovina, Bulgarije, Duitsland, Frankrijk, Georgië, Griekenland, Hongarije, Iran, Italië, Kazachstan, Kroatië, Liechtenstein, Litouwen, Malta, Marokko, Moldavië, Monaco, Montenegro, Noord-Macedonië, Oekraïne, Oostenrijk, Polen, Portugal, Roemenië, Rusland, Servië, Slowakije, Slovenië, Spanje, Syrië, Tsjechië, Tunesië, Turkije, Turkmenistan en Zwitserland.
Binnen Europa is het verspreidingsgebied in het westen versnipperd op het Iberisch Schiereiland en Frankrijk. In Centraal-Europa loopt het verspreidingsgebied van Duitsland tot Italië en Griekenland. De schildpad is in het oosten verspreid over de Balkan tot Rusland ten zuiden van Moskou. Litouwen is het noordelijkst gelegen land in Europa waar de schildpad leeft. In Azië strekt het areaal zich uit tot Turkije en noordelijke delen van Arabische landen als Iran. In Afrika ten slotte beperkt het verspreidingsgebied van de Europese moerasschildpad zich tot drie verschillende delen: in uiterst noordelijk Marokko ten noorden van Fez, in het noordwestelijke puntje van Algerije ten oosten van Constantine en in uiterst noordelijk Tunesië.

### In België
In België zijn geen waarnemingen in het nabije verleden bekend; ook recente waarnemingen zijn niet bekend. Resten van de schildpad zijn wel aangetroffen bij een opgraving in de jaren 80 in Tongeren, uit een put met een leeftijd van rond het begin van de jaartelling tot de derde eeuw. Omdat het slechts fragmenten betreft, is onduidelijk of het dier hier leefde of werd meegevoerd of wellicht als gebruiksvoorwerp diende zoals een amulet of andere versiering.

### In Nederland
De Europese moerasschildpad is de enige schildpaddensoort die nog recentelijk in het wild in Nederland voorkwam maar tegenwoordig is uitgestorven. Er zijn fossiele resten van de schildpad uit het Holoceen aangetroffen in Nederland, maar ook in noordelijker gelegen gebieden als Zweden, Estland, Denemarken en Groot-Brittannië. Fossiele resten van de schildpad in Nederland zijn al bekend sinds 1897 en werden aangetroffen in Tegelen. In 1972 werden resten beschreven die gevonden waren in Voorschoten.
Mogelijk is de soort verdwenen door overbejaging, want moerasschildpadden werden vroeger graag gegeten. Uit middeleeuwse bronnen is bekend dat de dieren veel op markten werden aangeboden.
Bijna een eeuw geleden zou de soort nog voorkomen in zuidelijk Limburg. Volgens het boek Fauna van Nederland door Van Kampen en Heimans uit 1927 werd de verspreiding in Limburg omschreven als verspreid, doch zeldzaam, in Zuid-Limburg, vooral in het gebied van de Geleen. Later werd dit weer in twijfel getrokken, omdat er geen eieren of juvenielen zijn gevonden en alle exemplaren waarschijnlijk dwaalgasten betroffen.
Af en toe wordt in Nederland een Europese moerasschildpad aangetroffen in onder andere zuidelijk Limburg en Gelderland. Deze exemplaren zijn waarschijnlijk door de Maas meegevoerd uit noordelijk Frankrijk.

## Kenmerken

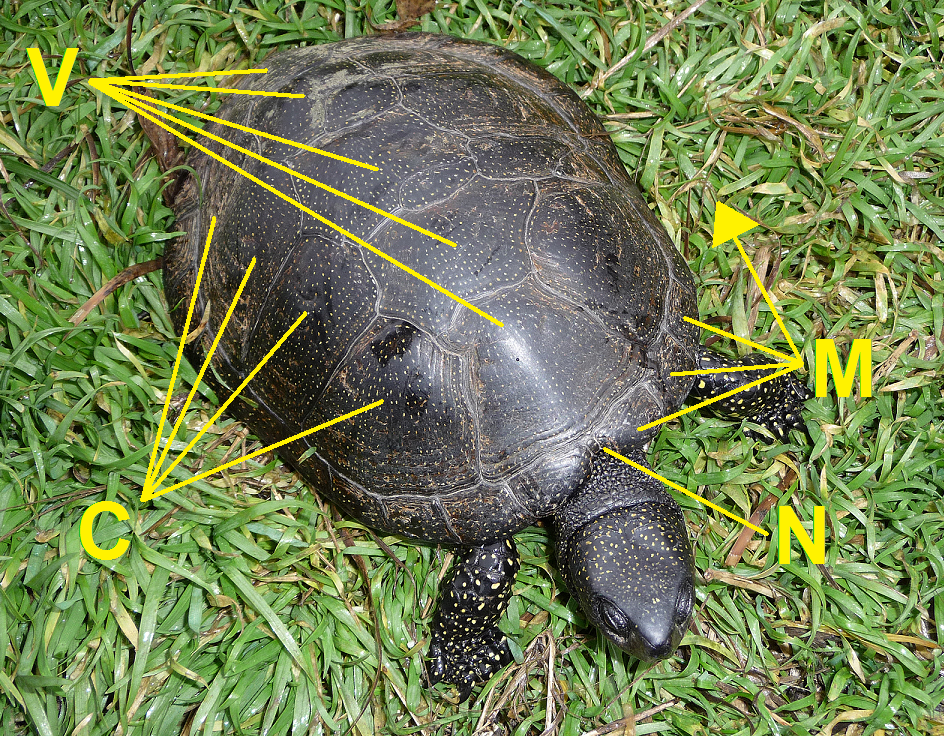
Indeling van de rugplaten:

De Europese moerasschildpad is een middelgrote soort die een lengte van het rugschild of carapax bereikt van ongeveer 13 tot 18 centimeter, uitschieters kunnen groter worden tot 23 cm. Het schild is koepelvormig en aan de bovenzijde enigszins afgeplat. Vrouwtjes worden groter dan mannetjes en zijn daarnaast te onderscheiden aan de kortere staart en rechte nagels. Vrouwtjes hebben ook een plattere buikzijde, die van mannetjes is enigszins ingedeukt. Het gewelfde buikschild of plastron van de mannetjes speelt een rol bij het op het vrouwtje klimmen tijdens de paring. Juveniele dieren hebben op het midden van het rugschild een opstaande rand of kiel, deze verdwijnen naarmate de schildpad ouder wordt en zijn bij volwassen exemplaren meestal niet meer te zien. Heel jonge exemplaren, die net uit het ei komen, hebben aan ieder zijde van de opstaande kiel een kleinere kiel maar deze zijn al na korte tijd verdwenen. Juvenielen hebben ook een verhoudingsgewijs grotere en dikkere kop en een langere staart. Het buikschild heeft bij jonge dieren een flexibel scharnierpunt aan de achterzijde, bij de volwassen exemplaren kan het schild met het scharnier niet worden gesloten zoals bij de soorten uit het geslacht Kinixys of klepschildpadden het geval is.
De schildkleur is donkerbruin tot zwart maar kan ook lichter zijn tot olijfbruin. De schildplaten zijn voorzien van gele vlekjes of streepjes die vaak een straalsgewijs patroon hebben. De platen aan de bovenzijde van de rug hebben verschillende namen, afhankelijk van de positie. De grote platen op het midden van de bovenzijde van de rug heten de wervelschilden (vertebraal), dit zijn er altijd vijf. De platen aan de zijkanten, tussen de bovenste rij en de rij aan de schildrand worden de ribschilden (costaal) genoemd. De buitenzijde van het schild is voorzien van een ring vele kleinere platen die de randschilden (marginaal) worden genoemd. Aan iedere zijde zijn altijd twaalf randschilden aanwezig. Aan de voorzijde zit in het midden, boven de kop, een enkele kleine plaat die het nekschild (nuchaal) wordt genoemd. De hoornplaten op de rug kunnen in sommige populaties abnormaliteiten vertonen, zoals extra schilden die vaak asymmetrisch zijn in populaties rond de rivier Louro in Spanje. De reden van dergelijke afwijkingen is niet precies bekend, maar hieraan ligt waarschijnlijk een ongunstige embryonale omgeving, inteelt of watervervuiling ten grondslag. De buikplaten zijn geheel zwart tot bruin met donkere randen, soms zijn de platen lichter tot geel met zwarte markeringen.
De huid van kop en poten is donker van kleur, meestal geelbruin of donkerder tot zwart. Aan de bovenzijde van de nek zijn geen schubben aanwezig. De poten, zijkanten van de kop en de keel dragen wel schubben die echter nooit groot zijn. De huid heeft vooral aan weerszijden van de kop gele vlekjes die kenmerkend zijn voor de soort. De kleur van het oog varieert per ondersoort en kan uiteenlopen van rood tot bruingeel of geel tot wit, de ogen van vrouwtjes hebben minder variatie en zijn geelbruin tot wit.
De poten zijn afgeplat en voorzien van zwemvliezen wat een aanpassing is op het water. De tenen dragen nagels die dienen om voedsel af te scheuren, bij mannetjes zijn de nagels duidelijk langer en sterk gekromd, dit dient als seksueel kenmerk en speelt een functionele rol bij het beklimmen van een vrouwtje tijdens de paring.

## Levenswijze

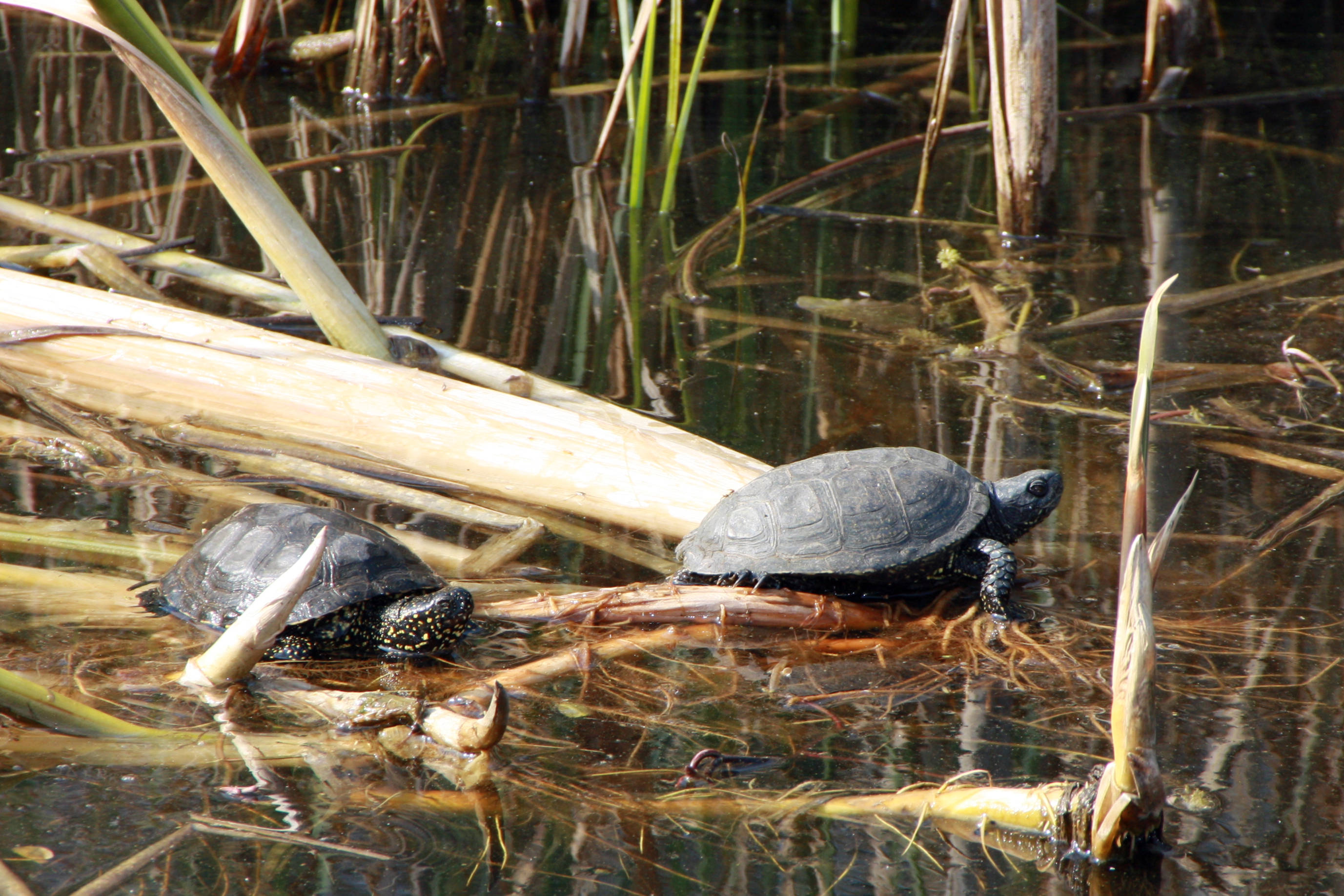
De schildpad neemt graag een zonnebad.

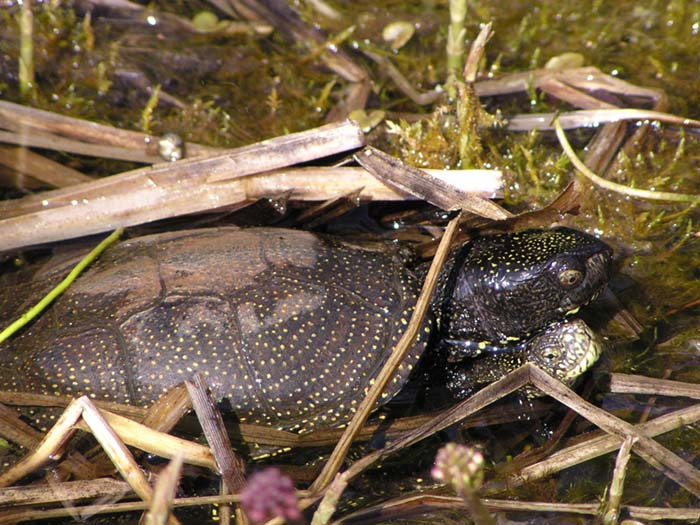
Paring in het water, mannetje boven

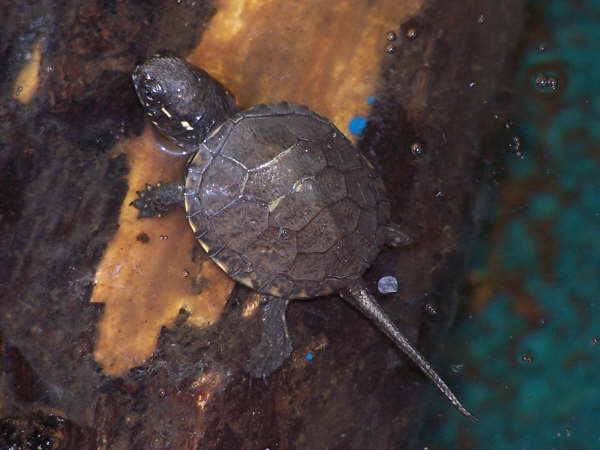
Zeer jonge schildpad

De Europese moerasschildpad is een typische moerasschildpad die zowel in het water als op het land uit de voeten kan en deze soort zont het grootste deel van de dag om als hij opgewarmd te gaan jagen, wat meestal in het water gebeurt. De Europese moerasschildpad leeft in kleine groepjes en is zeer schrikachtig; bij verstoring duikt de hele groep onder en verschuilt zich urenlang alvorens weer tevoorschijn te komen. Onder biologen die de schildpad onderzoeken staat het dier bekend als een erg schuwe soort die zich ondanks lang wachten vaak niet meer laat zien.
De Europese moerasschildpad komt vanwege het grote verspreidingsgebied zowel voor in heel warme als meer gematigde streken. De levenswijze is hierop aangepast waardoor de verschillende populaties andere overlevingsstrategieën kennen. Populaties die rond het Middellandse Zeegebied voorkomen worden in de hete zomermaanden geconfronteerd met het uitdrogen van waterbronnen en een verminderd aanbod van voedsel. Ze houden hiertoe een aestivatie of 'zomerslaap', dit is een inactieve periode waarbij de schildpad zich ingraaft en niet op zoek gaat naar voedsel. Populaties in meer gematigde streken hebben minder last van de hitte maar moeten gedurende de winter schuilen tegen vorst. Als delen van het dier bevriezen zal het de winter namelijk niet overleven. Daarom houden de exemplaren een winterslaap, waarbij ze zich ingraven in de modder op de bodem van het water. De schildpad kan hierbij tot 15 centimeter diep in de modder worden aangetroffen en kan zo bevriezing van de toplaag overleven.

### Voortplanting
Als de schildpadden in de lente hun winterkwartier hebben verlaten zoeken ze het water op en gaan op zoek naar een partner. De voortplantingstijd loopt van maart in de zuidelijkere delen van het verspreidingsgebied tot in juni of later in de noordelijke delen. Het zijn vooral de mannetjes die naar een vrouwtje zoeken. De Europese moerasschildpad is een van de soorten waarbij het mannetje geluiden maakt om vrouwtjes te lokken, welke klinken als korte piepjes. Zodra ze een geschikte partner gevonden hebben wordt het vrouwtje achtervolgd en vaak in haar poten gebeten om haar te immobiliseren. Hoewel dit gedrag normaal is bij moerasschildpadden, is van mannetjes van de Europese moerasschildpad beschreven dat ze erg agressief kunnen zijn. Bij exemplaren die in gevangenschap worden gehouden worden de mannetjes vaak na de paring gescheiden van de vrouwtjes omdat deze laatsten gestrest kunnen raken door de opdringerige mannetjes. Bij de paring klimt het mannetje op haar schild en vindt de copulatie plaats. De paring vindt altijd plaats in het water.
Net als alle schildpadden is de Europese moerasschildpad eierleggend. Ongeveer zes weken na de paring zet het vrouwtje haar eitjes af in een zelfgegraven hol langs de oever. De eitjes zijn wit van kleur en hebben een zachte, leerachtige schaal, ze zijn ovaal van vorm waarbij de diameter ongeveer 18 tot 22 millimeter is en de lengte 30 tot 39 mm. Een vrouwtje zet een enkel legsel eieren af, het aantal bedraagt drie tot 16 eitjes, gemiddeld telt het legsel 9 eitjes. De grootte van het nest is afhankelijk van de leeftijd van een vrouwtje; grotere vrouwtjes zetten meer eitjes af dan kleinere exemplaren.
De eitjes hebben een incubatietijd van ongeveer drie maanden en komen uit van augustus tot oktober. De exacte periode is sterk afhankelijk van de omgevingstemperatuur. Soms overwinteren de eieren en komen de juvenielen pas de volgende lente uit het ei. De Europese moerasschildpad heeft geen geslachtschromosomen; het geslacht wordt bepaald door de omgevingstemperatuur gedurende de embryonale ontwikkeling. Dit verschijnsel wordt temperatuurafhankelijke geslachtsbepaling genoemd. Het komt ook voor bij andere schildpadden, hoewel niet bij alle soorten, en daarnaast bij andere reptielen zoals krokodilachtigen. Bij een gemiddelde ontwikkelingstemperatuur van 24 tot 28 °C graden komen er voornamelijk mannetjes uit een ei, bij hogere temperaturen komen er procentueel steeds meer vrouwtjes voor. Bij een temperatuur van ongeveer 30 °C komen er vrijwel alleen vrouwtjes uit het ei. Bij een te hoge temperatuur raakt het embryo oververhit en sterft, maar de temperatuur mag ook niet te laag zijn omdat de eieren dan eveneens niet uitkomen.
De jonge schildpadjes breken uit het ei met hun eitand, een verhard stekeltje op de bovenlip dat al snel na het verlaten van het ei afvalt. De juvenielen hebben al een grote kop en staart maar het schild is aanzienlijk kleiner en zwakker. De meeste exemplaren worden binnen korte tijd opgegeten. Na ongeveer vijf tot zes jaar is de schildpad volwassen, maar als de omstandigheden tegenzitten kan dit oplopen tot 12 jaar en er is zelfs een waarneming bekend van een exemplaar dat pas na 18 jaar volwassen werd. De mannetjes zijn iets eerder geslachtsrijp dan de vrouwtjes.

Voortplanting
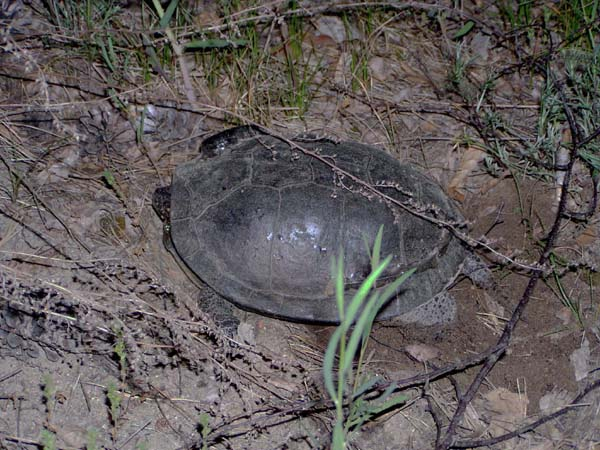
Vrouwtje tijdens het graven van een nest
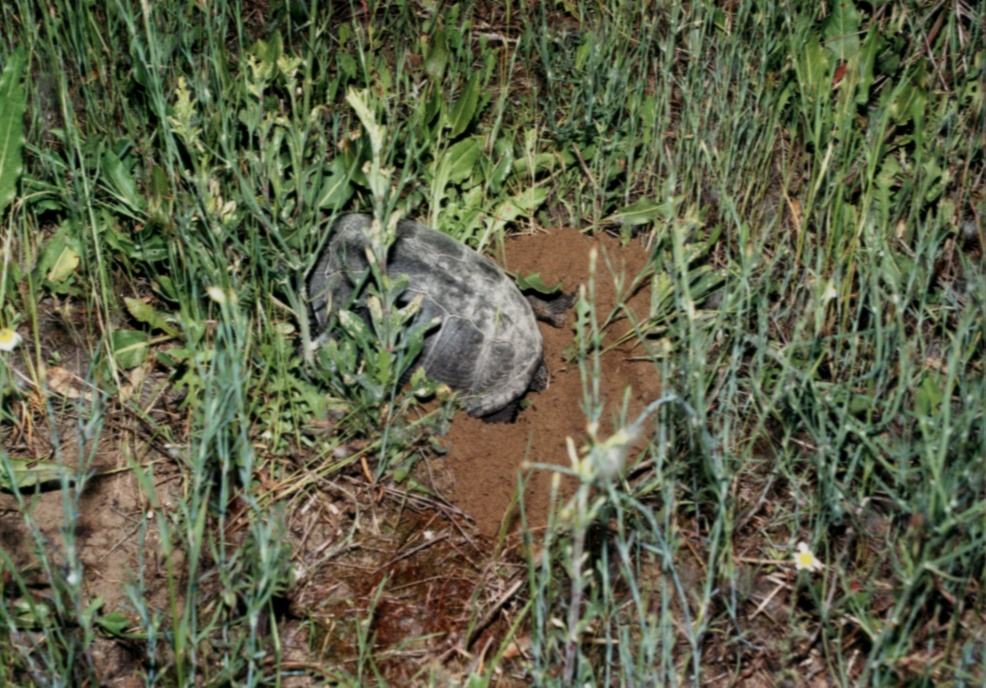
Vrouwtje tijdens het graven van een nest
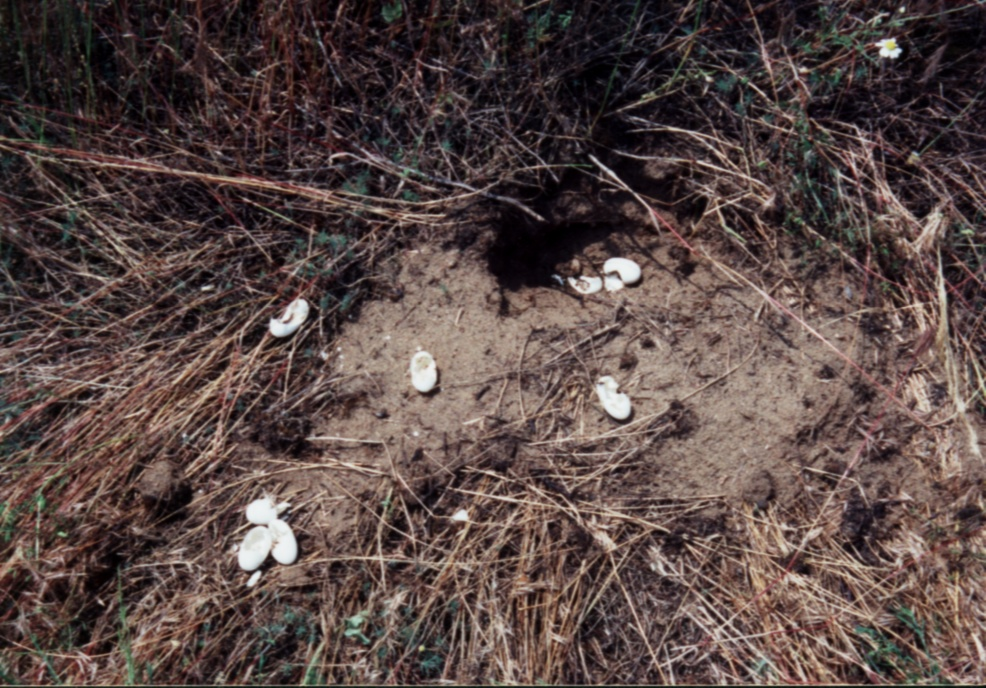
Uitgekomen nest met eierschalen

## Ecologie

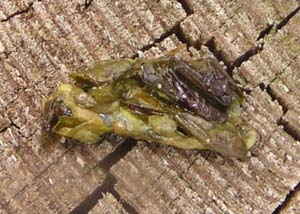
Uitwerpselen van de Europese moerasschildpad

De Europese moerasschildpad leeft in zoet water en komt voor in zowel stilstaande tot enigszins stromende wateren. Permanent stromende tot snelstromende wateren zijn ongeschikt, ook diepe wateren worden door de schildpad gemeden. De Europese moerasschildpad heeft een voorkeur voor ondiepe wateren met enige onderwatervegetatie, met open plekken en een niet al te steile oever om te zonnen. Open plekken op de oever zijn ook een voorwaarde om de eieren af te kunnen zetten. De soort wordt voornamelijk aangetroffen in kleinere wateren waarin een voldoende aanbod van voedsel en weinig grotere roofdieren aanwezig zijn. Voorbeelden zijn meren, grote vijvers, langzaam stromende wateren en moerassen.
De Europese moerasschildpad is de enige moerasschildpad die voorkomt boven een breedtegraad van 45 graden.

### Voedsel
De Europese moerasschildpad is een omnivoor ofwel een alleseter. Op het menu staat voornamelijk dierlijk materiaal maar ook verschillende plantendelen worden gegeten. Het voedsel verandert naarmate de schildpad ouder en groter wordt en steeds grotere dieren kan eten. Daarnaast zijn jonge schildpadden carnivoor en eten uitsluitend diertjes maar gaan als ze ouder worden steeds meer plantaardig materiaal eten. Juvenielen leven voornamelijk van waterinsecten, kleine kreeftachtigen en amfibieënlarven. De volwassen schildpad foerageert actief op visjes, kikkers, salamanders en andere waterdieren als weekdieren zoals slakken en tweekleppigen. De prooidieren worden meestal in het water gezocht maar kunnen ook op het land worden buitgemaakt. Kleine prooidieren worden met de scherpe en krachtige kaken gekraakt en verzwolgen, bij grotere dieren zoals kikkers wordt een hap genomen en de brok vlees losgescheurd met de scherpe klauwen.
Oudere exemplaren gaan steeds meer planten eten, verschillende plantendelen zijn geschikt als voedsel, zoals bladeren, andere groene delen en fruit. Van in gevangenschap gehouden dieren is bekend dat ze vrijwel volledig op planten kunnen overschakelen. Zowel waterplanten als op het land groeiende planten worden gegeten.

### Vijanden

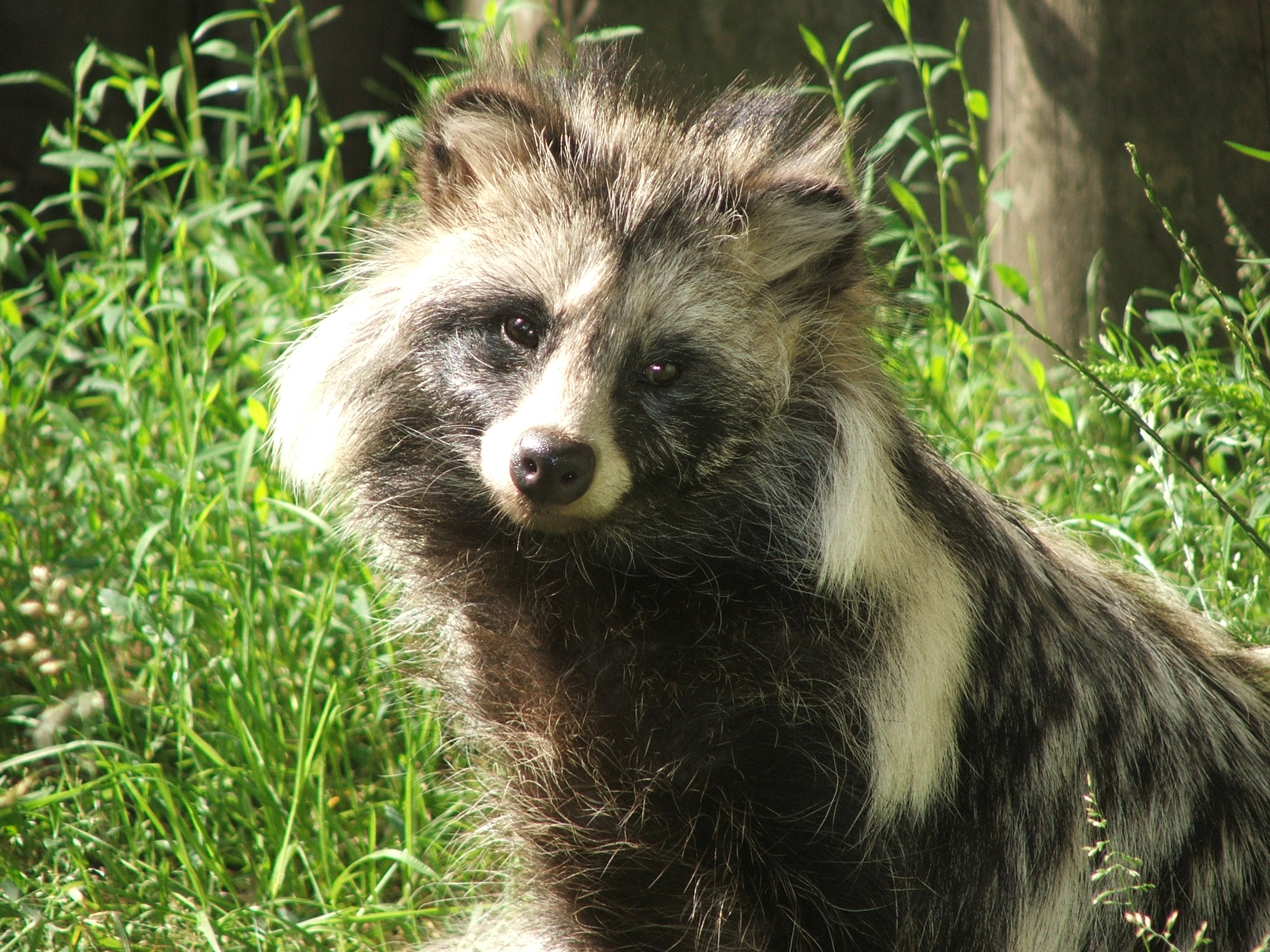
Rovende zoogdieren zoals de afgebeelde wasbeerhond graven de nesten uit.

De Europese moerasschildpad wordt al in het ei belaagd, verschillende dieren eten de eieren van schildpadden. In sommige streken kan het verlies aan eieren oplopen tot 98% als gevolg van predatie. Bovengronds levende dieren, zoals de das en de wasbeerhond, zoeken de nesten actief op waarbij de eieren worden uitgegraven. Ook ondergronds levende dieren als mieren komen bij het bouwen van hun kolonie soms een nest tegen waarbij de eieren verloren gaan. Van de behaarde rode bosmier (Formica rufa) is zelfs bekend dat uit het ei kruipende schildpadden door de bijtende mieren worden aangevallen en gedood.
De schildpad heeft vervolgens als juveniel vele vijanden zoals rovende vissen, rovende zoogdieren als otters en sommige vogels zoals reigers. Grotere exemplaren echter hebben nog maar weinig te duchten van de meeste dieren die ze als juveniel naar het leven staan.
De Europese moerasschildpad heeft naast predatoren ook last van verschillende parasieten. Een voorbeeld is de bloedparasiet Haemogregarina stepanowi, die behoort tot een parasitaire groep van protisten genaamd Apicomplexa. Een andere parasiet is Polystomoides, die behoort tot de platwormen en de klasse Monogenea, dit is een groep waarvan de meeste soorten parasiteren op vissen. Andere platwormen die parasiteren op de schildpad behoren tot het geslacht Spirhapalum en behoren tot een andere groep van platwormen, de trematoden.
De schildpad ondervindt een negatieve invloed van exotische soorten die opduiken in het leefgebied, zoals de roodwangschildpad (Trachemys scripta elegans). Vaak kunnen dergelijke soorten zich niet handhaven in Europese landen omdat de zomertemperatuur te laag is voor de ontwikkeling van de eitjes. Uit onderzoek blijkt dat deze soort de Europese moerasschildpad beconcurreert om zonplaatsen en uit experimentele waarnemingen is bekend dat de sterfte onder de Europese moerasschildpadden hoger was en de dieren gewicht verloren in de nabijheid van roodwangschildpadden.

### Bedreiging, bescherming en herintroductie
De Europese moerasschildpad is in veel streken een kwetsbare soort die in aantal en verspreiding achteruitgaat. Ongeveer 200 jaar geleden kwam de schildpad nog voor in het Rijnland maar is door grootschalige industrie en landschapsontginningen verdwenen. De schildpad kwam tot de 19e eeuw voor in Duitsland en Oostenrijk, maar is hier sterk in verspreiding achteruitgegaan. De soort heeft voornamelijk te lijden gehad onder habitatvernietiging en vervuiling van het oppervlaktewater. Ook werd de schildpad als voedsel gezien in de vastentijd, men mag dan volgens christelijke tradities geen vlees of vis eten maar schildpadvlees is wel toegestaan.
Volgens de International Union for Conservation of Nature and Natural Resources (versie 1996) is de status van de schildpad van bescherming afhankelijk (Lower Risk of LR) tot gevoelig (Near Threatened of NT). In de Vogelrichtlijn en Habitatrichtlijn is de schildpad opgenomen onder bijlage II als beschermde diersoort.
Herintroductie van deze soort vindt plaats in enkele landen. In Frankrijk zijn moerasschildpadden uitgezet in (o.a) de Elzas. In Duitsland is de soort uitgezet in verschillende deelstaten, zoals in Hessen, Rijnland-Palts, Mecklenburg-Voor-Pommeren en in Nedersaksen. Ook in Zwitserland en Oostenrijk is de soort opnieuw uitgezet.

## Naamgeving en taxonomie
De Europese moerasschildpad dankt zijn Nederlandse naam uit het biotoop dat bestaat uit moerasachtige gebieden. Ook in andere talen als het Duits (Europäische Sumpfschildkröte) en het Engels (European pond terrapin) heeft de schildpad deze naam.
De schildpad werd vermeld in 1758 door Carl Linnaeus in Systema naturae als Testudo orbicularis. Er zijn vele synoniemen, die rechts in de inklapbox zijn opgenomen. De wetenschappelijke naam Emys orbicularis betekent letterlijk schildpad (emys) die rond is (orbicularis).
De Europese moerasschildpad behoort tot de schildpaddenfamilie moerasschildpadden of Emydidae. Dit is een groep van een kleine zestig soorten die middelgroot worden en allemaal in zoet water leven, het water wordt alleen verlaten om te zonnen of om eieren te leggen. De meeste vertegenwoordigers leven in Noord- en Zuid-Amerika. De Europese moerasschildpad is de noordelijkst voorkomende soort uit deze familie. Lange tijd was het de enige soort uit het geslacht Emys, tot in 2005 de soort Emys trinacris werd beschreven door Fritz et al. Deze soort is sterk verwant aan de Europese moerasschildpad maar blijft kleiner. Emys trinacris heeft daarnaast een zeer klein en geïsoleerd verspreidingsgebied en komt alleen voor op het Italiaanse eiland Sicilië.

### Ondersoorten
De Europese moerasschildpad is verdeeld in negen ondersoorten. De ondersoorten zijn opgedeeld in vijf geografische geslachtengroepen en verschillen voornamelijk in verspreidingsgebied maar kunnen ook uiterlijk afwijken. Het aantal ondersoorten is door de jaren heen steeds veranderd, zodat de literatuur vaak afwijkt. In 2012 waren er bijvoorbeeld nog zestien verschillende ondersoorten. De meest recent erkende ondersoort is Emys orbicularis ingauna die beschreven werd door Jesu et al. in 2004.

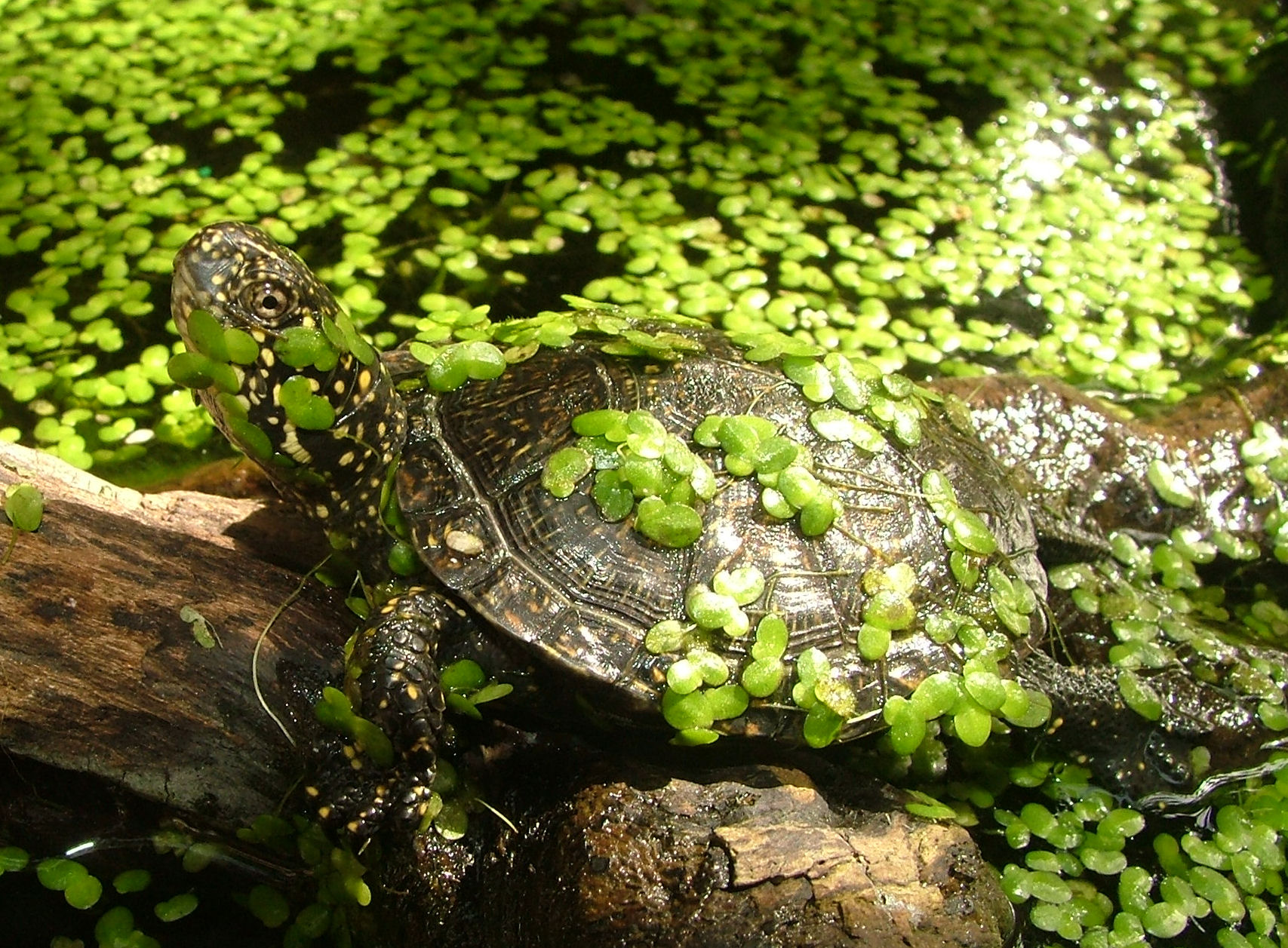
Ondersoort Emys orbicularis galloitalica

| Naam                               | Auteur             | Verspreiding                                                         |
| ---------------------------------- | ------------------ | -------------------------------------------------------------------- |
| Emys orbicularis eiselti           | Fritz et al., 1998 | Zuidoost Anatolië                                                    |
| Emys orbicularis fritzjuergenobsti | Fritz, 1993        | Spaanse Middellandse Zee-kust                                        |
| Emys orbicularis galloitalica      | Fritz, 1995        | Zuidelijk Frankrijk, westelijk Frankrijk en Italië                   |
| Emys orbicularis hellenica         | Valenciennes, 1832 | Italië, Balkanschiereiland                                           |
| Emys orbicularis ingauna           | Jesu et al, 2004   | Ligurië, noordwestelijk Italië.                                      |
| Emys orbicularis occidentalis      | Fritz, 1993        | Marokko, Algerije, Tunesië                                           |
| Emys orbicularis orbicularis       | Linnaeus, 1758     | Polen tot het Aralmeer, westelijk Polen, Duitsland, midden Frankrijk |
| Emys orbicularis orientalis        | Fritz, 1994        | Gilan, Iran                                                          |
| Emys orbicularis persica           | Eichwald, 1831     | Iran, Turkmenistan                                                   |